# Comuna Berezotocea, Lubnî
Berezotocea (în ucraineană Березоточа) este o comună în raionul Lubnî, regiunea Poltava, Ucraina, formată din satele Berezotocea (reședința) și Suha Solonîțea.

## Demografie
Componența lingvistică a comunei Berezotocea
     Ucraineană (95,78%)
     Rusă (3,49%)
     Alte limbi (0,3%)
Conform recensământului din 2001, majoritatea populației comunei Berezotocea era vorbitoare de ucraineană (95,78%), existând în minoritate și vorbitori de rusă (3,49%).